# Richard Seeber

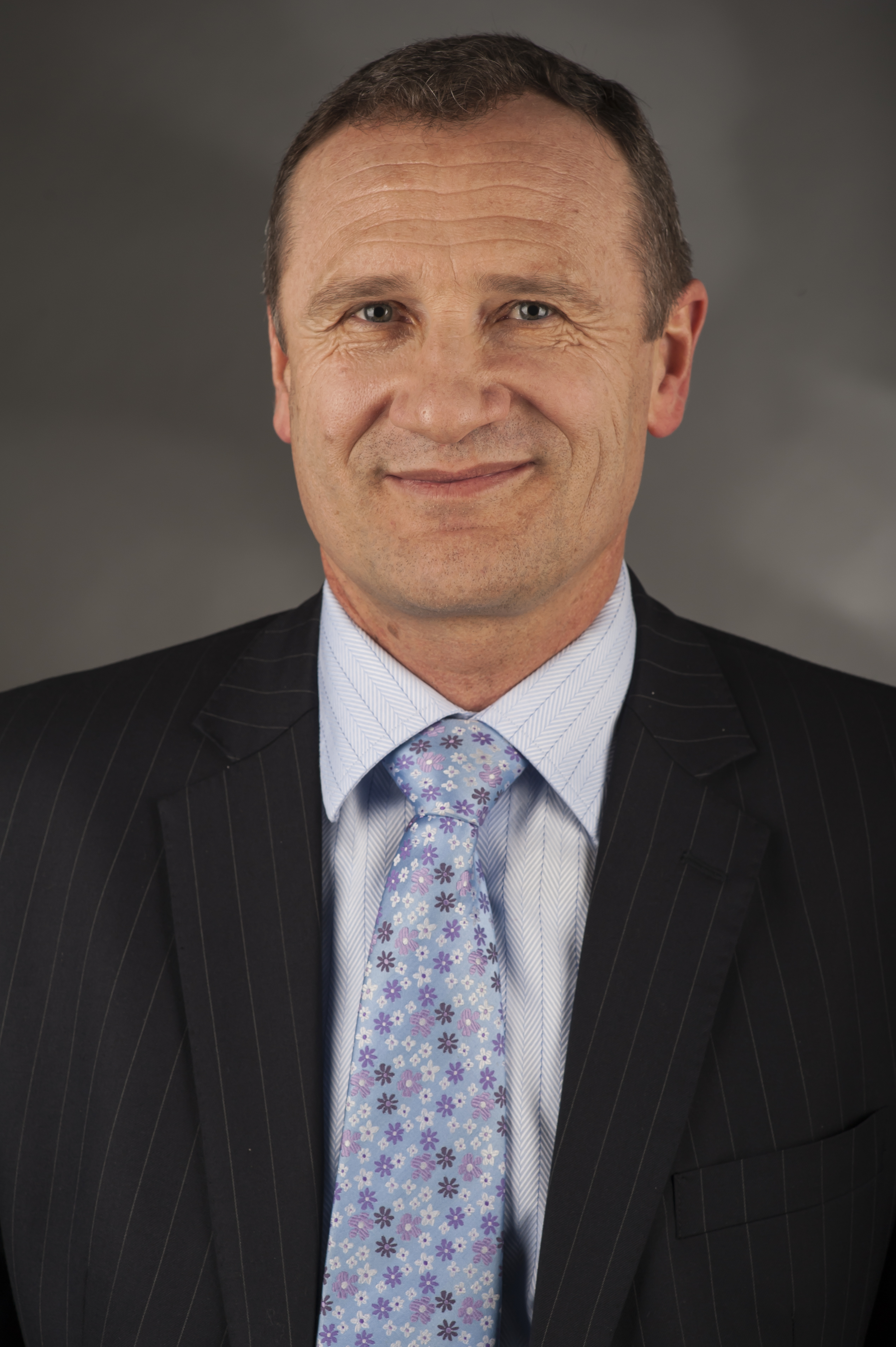
Richard Seeber (2014)

Richard Seeber (* 15. Januar 1962 in Innsbruck) ist ein österreichischer Politiker (ÖVP) und war Mitglied des Europäischen Parlaments.

## Biografie
Richard Seeber besuchte von 1972 bis 1980 das Bundesrealgymnasium in Imst, Tirol, wo er den Naturwissenschaftlichen Zweig absolvierte.
1980 nahm er das Studium der Rechtswissenschaften an der Universität Innsbruck auf. Am 30. Juni 1984 promovierte er zum Doktor der Rechtswissenschaften. Gleichzeitig war er an der Universität Innsbruck für das Studium VWL inskribiert, das er 1988 mit einem Mag. rer. soc. oec. abschloss. An der Universität belegte er zahlreiche Sprachkurse, darunter Englisch und Französisch.
1985 bis 1989 arbeitete er als Kreuzfahrtdirektor auf rumänischen und bulgarischen Donau-Kreuzfahrtschiffen. In diesem Zeitraum war er zudem als Reiseleiter für Rumänien, sowie für Reisen an die Schwarzmeerküste tätig. 1987 bis Anfang 1989 absolvierte Richard Seeber 13 Monate Gerichtspraxis am Bezirksgericht in Imst und am Landesgericht Innsbruck. Im Jahr 1990 war er Rechtsanwaltsanwärter.
1991 nahm er seine Tätigkeit bei der Wirtschaftskammer Tirol in der Sektion "Tourismus" auf. 1992 bis 1995 wurde er zum ersten Leiter des neueingerichteten Europareferates der Wirtschaftskammer Tirol ernannt. In diesen Jahren baute er als Leiter das Europareferat auf und wirkte maßgeblich an der Umwandlung dieses Forums in das "Euro-Infocenter der EU" bei der Wirtschaftskammer Tirol mit. 1995 wurde er der erste Leiter des neu geschaffenen Verbindungsbüros der Europaregion Tirol bei der Europäischen Union in Brüssel, Belgien. Des Weiteren wurde er 1999 zum Vorsitzenden des Christlich Demokratischen Europa Forums CDEF – einem Think Tank in Brüssel – gewählt. Diese Position hat er bis heute inne.
Bei den Europawahlen im Juni 2004 wurde Richard Seeber zum Abgeordneten des Europäischen Parlaments der Fraktion der Europäischen Volkspartei und Europäischer Demokraten (EVP-ED) gewählt. Bereits während der ersten Legislaturperiode war er Mitglied im Ausschuss für Umweltfragen, Volksgesundheit und Lebensmittelsicherheit, sowie stellvertretendes Mitglied im Ausschuss für regionale Entwicklung. 2005 fungierte er für die Europäische Volkspartei als Berichterstatter für Badegewässer. Im Jahr 2007 wurde er vom Europäischen Parlament als Berichterstatter für Hochwasser beziehungsweise im Jahr 2008 für Wasserknappheit und Dürre eingesetzt. In der Periode von 2004–2009 war er des Weiteren Mitglied im Petitionsausschuss, der Delegation im Parlamentarischen Kooperationsausschuss EU-Russland und der Delegation in der Paritätischen Parlamentarischen Versammlung AKP-EU.
Bei den Europawahlen am 7. Juni 2009 wurde Richard Seeber erneut zum Abgeordneten des Europäischen Parlaments der Europäischen Volkspartei (EVP) gewählt. Unmittelbar anschließend wurde er zudem von der Europäischen Volkspartei (EVP) zum Koordinator der Partei für den Ausschuss für Umweltfragen, Volksgesundheit und Lebensmittelsicherheit gewählt. Außerdem war er in der siebten Legislaturperiode des Europäischen Parlaments Mitglied der Delegation in der Parlamentarischen Versammlung Europa-Lateinamerika sowie in der Delegation für die Beziehungen zu den Ländern Mittelamerikas. Weiters fungierte er als stellvertretendes Mitglied im Ausschuss für regionale Entwicklung sowie in der Delegation des Parlamentarischen Kooperationsausschusses EU-Russland.
Der Arbeitsfokus von Richard Seeber lag vor allem auf dem Thema Wasser. Im Januar 2010 gründete er die erste Intergruppe Wasser im Europäischen Parlament. Diese Intergruppe, später "EP Water Group", in der er als Präsident fungierte, ist nach wie vor eine breite Plattform für zahlreiche Abgeordnete des Europäischen Parlaments, Vertreter der EU-Kommission sowie Vertreter aus Wirtschaft, Umweltschutz und regionaler Entwicklungspolitik.
Weitere Schwerpunkte seiner Tätigkeit waren: Klimaschutz, Luftqualität und Berggebiete.
Im Dezember 2013 gab Seeber bekannt, bei der Wahl zum Europäischen Parlament am 25. Mai 2014 nicht mehr anzutreten. Vom 1. Juli 2014 bis Dezember 2019 leitete Seeber als Direktor wieder das Tiroler Verbindungsbüro der Europaregion Tirol.
Am 27. September 2021 startete ein Prozess gegen Seeber am Innsbrucker Landesgericht. Zwischen 2006 und 2010 soll er dem Europäischen Parlament Scheinrechnungen im Wert von rund 400.000 Euro für einen externen Berater vorgelegt haben.

## Privates
Seeber ist verheiratet und hat vier Kinder.

## Auszeichnungen
Richard Seeber wurde 2012 mit dem Preis der Mitglieder des Europäischen Parlaments (MEP-Award) in der Kategorie Umwelt ausgezeichnet.